# 铜钱叶白珠
铜钱叶白珠（学名：Gaultheria nummularioides var. nummularioides），为杜鹃花科白珠树属下的一个铜钱白珠變种。